# Ko zaprem oči
Ko zaprem oči je slovenski kriminalni romantični triler iz leta 1993.
Film je bil slovenski predlog za kandidaturo za oskarja za najboljši tujejezični film na 66. izboru oskarjev. Slovenija, Slovaška in Vietnam so tisto leto prvič poslali svoj predlog.

### Zgodba
Ana na neki manjši pošti nadomešča kolegico. Od njenega šefa gledalec izve, da je bila v poboljševalnici. Kot otrok je v gozdu našla truplo svojega očeta poštarja, pribitega na drevo, in grozo ob tem izrazila tako, da je zaprla oči. Njegova smrt nikoli ni pojasnjena. 
Nekega dne njeno poslovalnico oropa mladenič, v katerega se zaljubi. Ana zase zadrži denar, ki ga ropar ni odnesel. Naslednje jutro v časopisu išče novico o ropu. Fotografijo roparja izreže in postavi na nočno omarico. Roparja ne najdejo. 
Ana pa začne delati na občini. Njena teta, pri kateri živi, nenadoma izgine in jo najdejo v umobolnici. Tik pred smrtjo v pismu napiše, da je bil Anin oče sovražni agent. Na občini se pojavi ropar. Ana vzame njegove podatke in ga ne prijavi policiji. V pismu ga povabi na srečanje. Anin nesojeni ljubimec, kriminalist Ivan, nanj nameri pištolo, Ana pa nanj.

## Financiranje in produkcija
Franci Slak je film v produkciji TV Slovenija posnel na super 16 mm trak, povečavo na 35 mm v madžarskem laboratoriju pa je plačalo Ministrstvo za kulturo RS. Umeščene tržne znamke so bile Dnevnik, Republika in Slovenske novice.

## Odziv kritikov in gledalcev

### Kritiki
Vesna Marinčič je napisala, da je leta 1991 Slak prepozno poslal scenarij na njeno komisijo na Ministrstvu za kulturo in da se ji je zdel zanič ter da je ob ogledu filma ugotovila, da ga ni izboljšal. Film se ji je zdel prazen in nevznemirljiv z izjemo trupla na začetku in ustreljenega mladeniča v spalnici na koncu. Opazila je, da ljudje v filmu veliko uporabljajo taksi ter da so njihovi dialogi redki in pusti. Pohvalila je igro Govčeve, zvok Hanne Preuss, glasbo Vrhovnika in fotografijo Pepeonika. Pri filmu je zaradi prizaneslivosti do slovenskih filmarjev, ki jim takrat ni bilo lahko, poiskala dobre plati, in sicer to, da gre za prvo slovensko izvirno kriminalko, da ni tipičnega nasilja, ter da sta dogajalni kraj in čas univerzalna. Kritiko je zaključila s pozivom politikom, naj prisluhnejo filmarjem, in s pozivom filmarjem, naj si vzamejo premor, da ne bodo spet posneli tako praznega izdelka.

### Obisk v kinu
Film si je ogledalo 1.962 gledalcev.

## Zasedba
- Petra Govc: Ana
- Mario Šelih: ropar pošte
- Dušan Jovanović: Anin šef
- Mira Sardoč: Anina teta
- Pavle Ravnohrib: policijski inšpektor
- Valter Dragan: kriminalist Ivan
- Petra Rehar: Ana kot otrok

## Ekipa
- fotografija: Sven Pepeonik
- glasba: Mitja Vrhovnik Smrekar
- montaža: Neva Fajon
- scenografija: Tomaž Marolt
- kostumografija: Suzana Šišernik in Dunja Zupančič
- maska: Alenka Nahtigal

## Nagrade
- Slovenski filmski maraton 1993: Stopova nagrada za igralca leta: Pavle Ravnohrib

## Izdaje na nosilcih
- Ko zaprem oči : glasba iz filma. zvočni CD. [Ljubljana] : Mladina film, 1993. Simfonični orkester RTV Ljubljana ; dirigent Yossi Gutman